# ریوجی فوجییاما
ریوجی فوجییاما (انگلیسی: Ryuji Fujiyama؛ زادهٔ ۹ ژوئن ۱۹۷۳) بازیکن فوتبال اهل ژاپن است.
از باشگاه‌هایی که در آن بازی کرده‌است می‌توان به باشگاه فوتبال توکیو و باشگاه فوتبال کونسادول ساپورو اشاره کرد.